# Dolní Hluboká
Dolní Hluboká (německy Untertiefenbach) je malá vesnice, základní sídelní jednotka města Krásno v okrese Sokolov v Karlovarském kraji. Z větších sídel je však blíže k Bečovu nad Teplou. Dolní Hluboká je také název katastrálního území o rozloze 5,24 km², v němž stávala také osada Horní Hluboká.

## Historie
Přesná doba vzniku není známa, jedná se o kolonizační osadu, nejspíše ze 13. století. První písemná zmínka o vesnici pochází z roku 1308, kdy je uváděn jistý Ulman z Tiefenbachu.
Dolní Hluboká je pozůstatkem původně o dosti větší vesnice, která se však vylidnila po odsunu původního německého obyvatelstva. Po roce 1950 byla začleněna do nově vzniklého Vojenského výcvikového prostoru Prameny a částečně zbořena.
Převážná většina budov v obci byla postavena před rokem 1945. Dnes slouží většina z nich majitelům jako chalupy k rekreaci. Za původního sudetského obyvatelstva se ve vsi nacházela funkční škola a hospoda.
Sídlo si zachová polyfunkční charakter s důrazem na obslužné zázemí turistického ruchu a rekreace. Místní zemědělská farma je stabilizovaná a ve vazbě na ni jsou navrhovány aktivity agroturistiky.

## Přírodní poměry

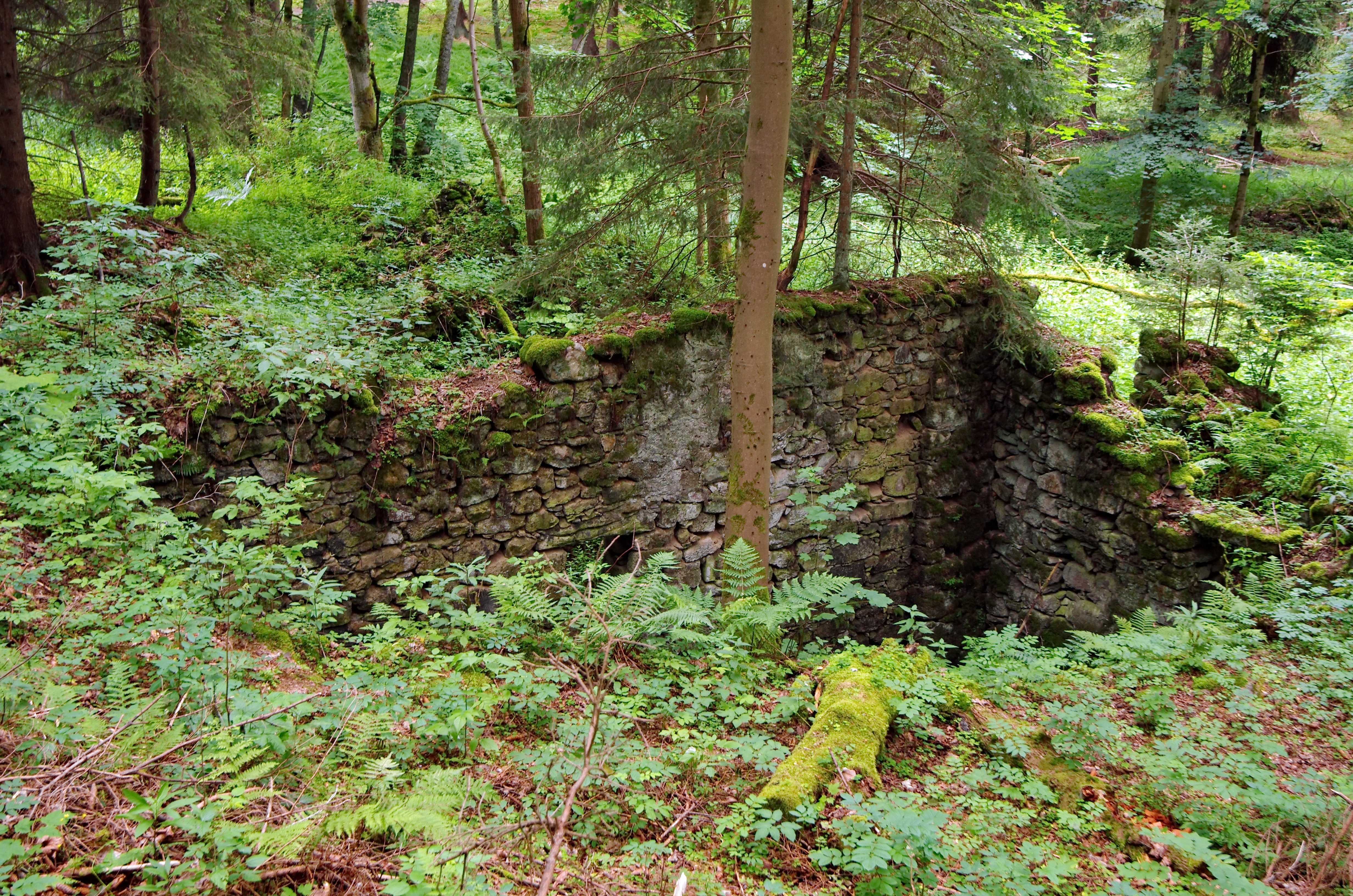
Rozvaliny mlýna v Horní Hluboké

Dolní Hluboká se nachází v údolí Dolského potoka (někdy též uváděn pod názvem potok Sádek), méně než jeden kilometr od silnice č. 208. Silnička, která vede do Dolní Hluboké, je slepá a za vsí se mění v polní cestu, která kopíruje potok až k Nové Vsi.
Výše po proudu Dolského potoka se nacházela osada Horní Hluboká, která však po odsunu německého obyvatelstva zcela zanikla. Dále po proudu se v údolí potoka nachází zbořeniště dvou vodních mlýnů. Údolí nad Dolní Hlubokou je tedy zcela opuštěné.
Dolský potok je do značné míry součástí systému Dlouhé stoky, ve které má v podstatě funkci přepadu.
V bezprostřední blízkosti Horní Hluboké se nachází pozůstatky moderního systému – kaskády dvou malých vodních elektráren, který byl zbudován a následně i rozkraden a opuštěn v devadesátých letech 20. století. I tyto elektrárny využívaly vodu z Dlouhé stoky.
Dolní Hluboká se nachází na území chráněné krajinné oblasti Slavkovský les.

## Obyvatelstvo
Při sčítání lidu v roce 1921 ve vsi žilo 310 obyvatel (z toho 135 mužů) německé národnosti a římskokatolického vyznání. Podle sčítání lidu z roku 1930 měla vesnice 322 obyvatel: 321 Němců a jednoho cizince. Kromě dvou lidí bez vyznání se ostatní hlásili k římskokatolické církvi.
| Rok            | 1869 | 1880 | 1890 | 1900 | 1910 | 1921 | 1930 | 1950 | 1961 | 1970 | 1980 | 1991 | 2001 | 2011 | 2021 |
| -------------- | ---- | ---- | ---- | ---- | ---- | ---- | ---- | ---- | ---- | ---- | ---- | ---- | ---- | ---- | ---- |
| Počet obyvatel | 423  | 414  | 403  | 398  | 394  | 310  | 322  | 87   | 44   | 17   | 16   | 15   | 19   | 33   | 31   |
| Počet domů     | 63   | 63   | 66   | 67   | 67   | 69   | 70   | 34   | —    | 6    | 8    | 6    | 8    | 10   | 11   |

## Obecní správa
Při sčítání lidu v letech 1850–1899 Dolní Hluboká byla osadou obce Hluboká v okrese Karlovy Vary. V letech 1900–1949 byla samostatnou obcí v okrese Teplá. V letech 1950–1959 byl osadou města Bečov nad Teplou v okrese Karlovy Vary-okolí. V letech 1960–1975 byla částí města Krásno v okrese Sokolov. Od 1. ledna 1976 do 31. března 1980 byla částí města Horní Slavkov v okrese Sokolov. Evidenční část obce byla zrušena 1. dubna 1980 (od 1. dubna 1980 do 23. listopadu 1990 byla součástí Horního Slavkova a od 24. listopadu 1990 je opět součástí Krásna).

## Zemědělství
Před rokem 1989 zde státní statek provozoval ovčín s několikasethlavým stádem ovcí. O chod ovčína se starala rodina pastevce. V osmdesátých letech bylo dokonce rozhodnuto o rozšíření chovu a byl postaven nový ovčín a jedna budova byla upravena na pěstírnu žampionů. Po roce 1989 však zemědělství v obci téměř zaniklo a jeho zbytky se nacházejí v žalostném stavu. Starý ovčín a pěstírna žampionů mají propadlou střechu a seník je rovněž na spadnutí.

## Služby
- Téměř všechny domy v obci jsou napojeny na vodovod. Zdrojem vody je prameniště na úbočí Dolského potoka severně od vesnice. Voda je pak akumulována ve vodojemu o objemu 20 m³, který je v blízkosti prameniště v nadmořské výšce přibližně 600 metrů.[12] Původní a již nefunkční německý vodovod byl v devadesátých letech 20. století obnoven a na podzim 2010 dále rozšířen.
- Všechny domy jsou napojeny na rozvod elektřiny. V obci se nachází trafostanice.
- V roce 2010 bylo zbudováno dětské hřiště.

## Místní názvy
- U Kilometru – Křižovatka silnice 208 se silničkou vedoucí do Dolní Hluboké.
- Potok – Dolský potok je lidmi z Dolní Hluboké jednoduše nazýván Potok.
- U Brodu – Brod mezi polní cestou a potokem poblíž Horní Hluboké.

## Doprava
Do osady vede silnice III. třídy č. 2081 napojující se na silnici II/208 v úseku mezi Krásnem a Bečovem. Délka připojovacího úseku je asi 750 metrů. Tato silnice končí v centru osady.

## Pamětihodnosti
V centru vsi se nachází nevyužívaná barokní kaple svatého Prokopa, postavená roku 1754, vysvěcená v roce 1755. Od roku 1963 je chráněna jako kulturní památka. V devadesátých letech 20. století byla zrestaurována a byla na ní zcela obnovena střecha a okna. Interiér zůstal neobnoven.